# Jurassic Park: Operation Genesis
Jurassic Park: Operation Genesis (por abreviação, "JP:OG" ou "JPOG") é um jogo eletrônico para Computador, Xbox e PlayStation 2 baseado na franquia Jurassic Park e desenvolvido pela Blue Tongue Entertainment.
O objetivo principal do jogo é recriar o parque como um parque de diversões com dinossauros, obtendo uma classificação de cinco estrelas, realizando assim, o sonho de John Hammond. O jogador deve gerenciar e controlar vários aspectos do parque: o financeiro, científico, tecnológico, bem como a segurança. O jogador também pode adicionar atrações semelhantes às que aparecem no filme, como o safári, e outras atrações como um passeio em um balão e diversas variedades de plataformas para observação.

## Dinossauros

### Pequenos Herbívoros
- Driossauro
- Estiracossauro
- Galimimo
- Homalocephalae
- Kentrossauro
- Paquicefalossauro

### Grandes Herbívoros
- Anquilossauro
- Braquiossauro
- Camarassauro
- Coritossauro
- Estegossauro
- Edmontossauro
- Ouranossauro
- Parassaurolofo
- Torossauro
- Triceratopo

### Pequenos Carnívoros
- Ceratossauro
- Dilofossauro
- Velociraptor
- Albertossauro

### Grandes Carnívoros
- Acrocantossauro
- Alossauro
- Carcarodontossauro
- Espinossauro
- Tiranossauro